# Kerklied
Een kerklied is een (christelijk) religieus lied dat bedoeld is om tijdens de eredienst, zoals een mis, te zingen. Strikt genomen worden religieuze liederen die niet voor gebruik in de eredienst bedoeld zijn, zoals processieliederen en liederen voor huiselijk gebruik, niet tot de kerkliederen gerekend. Dit geldt ook voor het geestelijk lied.

## Geschiedenis

### De tijd voor Luther
Muziek en gezang spelen vanaf het vroegste begin een rol in het christendom. Reeds bij in de brieven van Paulus is sprake van psalmen en gezangen (Efeziërs 5:19; Kolossenzen 3:16). In hoeverre deze liederen ook in vieringen werden gebruikt is niet bekend.
In de loop van de middeleeuwen werd het gezang in de kerk steeds verder gestandaardiseerd. Het zingen was bovendien voorbehouden aan het koor van priesters en was uitsluitend in het Latijn. Door de gemeente gezongen liederen in de volkstaal speelden alleen een rol bij processies en geestelijke spelen.

### Het kerklied en de reformatie
Maarten Luther wilde de gemeente op een actievere manier bij de liturgie betrekken. Dit werd bereikt door het Latijn te vervangen door de volkstaal. Een belangrijke rol zag hij hier ook voor het door de hele gemeente gezongen kerklied. Luther vertaalde Latijnse hymnen, paste geestelijke volksliederen aan, schreef nieuwe teksten op bekende melodieën en componeerde ook een groot aantal nieuwe liederen. Bovendien stimuleerde hij zijn medewerkers en leerlingen nieuwe liederen te schrijven. De liederen uit deze beginperiode van protestantisme zijn vaak berijmingen van Bijbelteksten of door de gemeente gezongen belijdenissen of leerregels. In de teksten is vaak sprake van wij en ons. Hiermee wordt tot uitdrukking gebracht dat de gemeente in deze liederen spreekt. In de originele Duitse teksten valt op dat het ritme van de tekst en de melodie vaak niet overeenstemt, waardoor deze liederen iets weerbarstigs krijgen. In de modernere vertalingen van deze liederen is deze laatste eigenschap niet meer terug te vinden.
In Straatsburg maakte Johannes Calvijn kennis met het kerklied. Dit inspireerde hem tot het laten maken van berijmingen en toonzettingen van de psalmen. Het hieruit voortgekomen Geneefs Psalter werd het belangrijkste liedgoed voor de calvinistisch georiënteerde kerken.

### De tijd van de contrareformatie
Het tijdperk van de contrareformatie (1548 - 1648) wordt gekenmerkt door de verdediging van de juiste leerregels tegen het katholicisme en een strijd om de juiste richting tussen de verschillende stromingen binnen het protestantisme. Dit vindt ook zijn weerslag in de thematiek van de liederen uit deze periode. Berijmingen van Bijbelteksten worden minder belangrijk. Veel liederen krijgen nu de vorm van een gebed. Stilistisch worden de liederen gladder en houdt de melodie rekening met het ritme van de tekst. De belangrijkste dichter en componist uit deze periode is Philipp Nicolai.
In de eerste helft van de 17e eeuw woedt in Duitsland de Dertigjarige Oorlog. Onder invloed van de verschrikkingen van deze oorlog ontstaan veel troost- en passieliederen. De liederen uit deze tijd hebben daarnaast ook typische barokke kenmerken: Er wordt veel gebruikgemaakt van beeldspraak en de inhoud wordt veel persoonlijker. Het wij uit de tijd van Luther maakt plaats voor ik. De belangrijkste dichter uit deze periode is Paul Gerhardt. Van zijn meer dan 300 liederen wordt een groot deel in veel kerken nog steeds gezongen. Een van de belangrijkste componisten van melodieën bij de teksten van Gerhardt was Johann Crüger.

### De tijd van het piëtisme
In de 18e eeuw ontstaat in Duitsland een vroomheidsbeweging die het piëtisme genoemd wordt. Het piëtisme legt de nadruk op de persoonlijke geloofsbeleving en op bijeenkomsten in kleine groepen. Bij deze bijeenkomsten speelt gezang ook een belangrijke rol. In deze periode ontstaat een groot aantal nieuwe liederen. Veel van de liederen zijn opgewekt van toon en hebben vaak de liefde tussen de gelovige en Jezus als onderwerp. Veel teksten zijn naar de huidige smaak te bloemrijk en kitscherig. Hier is ook de invloed van de rococo duidelijk merkbaar.
Belangrijke dichters van kerkliederen uit de piëtistische beweging zijn onder anderen Bartholomäus Crasselius en Philipp Friedrich Hiller en Johann Anastasius Freylinghausen. Deze laatste is vooral van belang vanwege de door hem gepubliceerde liedbundel Geistreiches Gesangbuch met ca. 1500 oude en nieuwe kerkliederen, dat bekend werd als het Freylinghausensche Gesangbuch.
Een bijzondere beweging binnen het piëtisme vormde de Evangelische Broedergemeente ('Herrnhutters'). De oprichter van deze gemeente, Nikolaus Ludwig Graf von Zinzendorf, dichtte een groot aantal liederen, die later werden verzameld in een gezangboek voor de broedergemeente.
Ook dichters en componisten die zich niet bij het piëtisme hadden aangesloten maar trouw bleven aan de lutherse orthodoxie kunnen de tijdgeest niet verloochenen. Twee bekende dichters uit deze hoek zijn Salomo Franck en Erdmann Neumeister, die beiden ook als tekstdichter voor cantates van Johann Sebastian Bach actief waren. Twee belangrijke dichters uit deze periode hebben ook een (niet-lutherse) gereformeerde achtergrond: Joachim Neander en Gerhard Tersteegen.
In de Anglicaanse Kerk werden aanvankelijk alleen berijmingen van psalmen of andere Bijbelse teksten als kerkzang toegestaan. In de 18e eeuw liet de Church of England uiteindelijk ook liederen op vrije teksten toe. Dit leidde tot een grote bloei van het kerklied in Engeland. De belangrijkste dichter uit deze tijd is Isaac Watts (1674-1748), die vanwege zijn productiviteit en populariteit de Father of English Hymnody genoemd wordt. Een grote impuls voor het kerklied ging ook uit van de First Great Awakening. Belangrijke dichters uit deze tijd zijn Charles Wesley en John Newton.

### Het kerklied in de 20e en 21e eeuw
In de twintigste eeuw kent het kerklied een grote opbloei. In Duitsland vindt aan het begin van de 20e eeuw een herbezinning op de oorsprong van veel culturele verworvenheden hetgeen zich bijvoorbeeld uit in de zogenaamde Orgelbeweging en Zingbeweging, waarin men het stof van de romantiek van zich af wil schudden. Dit brengt ook een herwaardering voor het kerklied met zich mee. Bovendien vindt het kerklied, dat tot dan toe voornamelijk een lutherse verworvenheid was, ook zijn weg binnen de calvinistische kerken. Na het Tweede Vaticaans Concilie nam bovendien de Rooms-Katholieke Kerk het protestantse gebruik van het zingen van liederen in de volkstaal over. Hiertoe werden veel protestantse gezangen overgenomen, die een voor de katholieke Kerk aanvaardbare theologische inhoud hadden. Bij sommige liederen werd de tekst aangepast of niet alle verzen overgenomen. Daarnaast ontstond een grote productie aan nieuwe liederen.
Naast deze bloei is er in de 20e eeuw ook veel kritiek op het traditionele kerklied geuit. De inhoud van veel oudere liederen is in de huidige context voor veel mensen niet meer begrijpelijk; de inhoud komt vaak niet meer overeen met moderne theologische inzichten; de melodieën sluiten niet meer aan bij de muziekbeleving van de meeste mensen. In Nederland komt daarbij dat veel liederen gebruikmaken van een zeer ouderwets en gekunsteld taalgebruik.

## Het kerklied in Nederland
In Nederland werden de Geneefse Psalmen onder invloed van het calvinisme snel populair. In de meeste gereformeerde kerken, die de belangrijkste protestantse stroming in Nederland vormen, bleef het gebruik van muziek in de eredienst beperkt tot het zingen van psalmen. Tot het midden van de 19e eeuw is er daardoor nauwelijks sprake van een Nederlands kerklied. Er ontstonden wel christelijke liederen en enige bundels, maar deze waren vaak voornamelijk voor huiselijk gebruik bestemd en hun invloed bleef beperkt. Vanaf de tweede helft van de 19e eeuw groeit de belangstelling voor het kerklied. Er worden vooral Duitse maar ook Engelse liederen in het Nederlands vertaald. Spoedig volgen ook nieuwe liederen. Bekende Nederlandse lieddichters uit deze tijd zijn: J.J.L. ten Kate, Jan de Liefde en Nicolaas Beets. Een bekende componist van nieuwe melodieën is Johannes Gijsbertus Bastiaans.
In de 20e eeuw wordt in steeds meer kerken het zingen van andere liederen dan alleen de psalmen toegestaan. Hiermee neemt ook het aantal nieuw geschreven liederen snel toe. Belangrijke dichters van liederen zijn onder anderen Jacqueline E. van der Waals, Jan Wit, Muus Jacobse, Willem Barnard, Ad den Besten, Jan Willem Schulte Nordholt, E.L. Smelik en Huub Oosterhuis. Bekende Nederlandse liedcomponisten zijn in deze periode: Frits Mehrtens, Willem Vogel, Bernard Huijbers en Adriaan C. Schuurman.

## Muziekhistorische betekenis
Al tijdens het leven van Luther werden meerstemmige bewerkingen voor koor van kerkliederen gemaakt. Daarnaast ontstonden er composities voor orgel met de melodieën van de kerkliederen als thema, de zogenoemde koraalbewerkingen. In de 17e en 18e eeuw vormde het lutherse kerklied een van de belangrijkste inspiratiebronnen voor veel Duitse componisten. Meerstemmige zettingen van kerkliederen vormen in deze tijd de hoekpijlers voor grote muzikale werken zoals cantates. Deze kunst bereikt een hoogtepunt in de cantates, motetten en orgelwerken van Johann Sebastian Bach. In de 19e eeuw neemt de betekenis van de protestantse kerkmuziek af en ontstaat er vooral gebruiksmuziek. Enkele bekende componisten die gebruikmaken van het kerklied zijn Felix Mendelssohn Bartholdy en Johannes Brahms. In deze tijd wordt het kerklied voor het eerst ook gebruikt in composities die niet voor gebruik in de kerk bedoeld zijn. Het bekendste voorbeeld is de Reformationssinfonie van Mendelssohn. Een ander bekend voorbeeld is het vioolconcert van Alban Berg, waarin het koraal "Es ist genug" van Johann Rudolf Ahle geciteerd wordt. Aan het einde van de 19e eeuw schreef (de katholiek) Max Reger een groot aantal koraalbewerkingen voor orgel, zowel voor concertant gebruik, als stukken die uitdrukkelijk voor het gebruik in de protestantse eredienst bedoeld zijn.